# Введенська вулиця
Вве́денська ву́лиця — вулиця в Подільському районі міста Києва, місцевість Поділ. Пролягає від Кирилівської до Почайнинської вулиці.
Прилучаються Ромський провулок, Костянтинівська, Межигірська та Волоська вулиці.

## Історія
Утворилася в межах Введенської ниви, що розташовувалася поза межами містам. Власником ниви тривалий час був впливовий рід Черевчеїв, починаючи з війта Івана. Вулиця як знов прокладена («пробита») вперше згадується в документі 1699 року. Вона починалася від Воскресенської брами і вела до луків на Оболоні. Назва — від церкви Введення Пресвятої Богородиці. Після пожежі на Подолі 1811 року вулицю повністю переплановано. 
З 1928 року отримала назву вулиця Ратманського, на честь Михайла Ратманського, одного з організаторів комсомольського руху в Україні (назву підтверджено 1944 року). Під час окупації міста у 1941–1943 роках — Введенська вулиця. У 1997 році депутатами Київради було проголосоване рішення про повернення вулиці Ратманського історичної назви Введенська. Це рішення було прийняте не належним чином і не мало жодних правових наслідків. 
Історичну назву вулиці було відновлено 1999 року.

## Пам'ятки архітектури

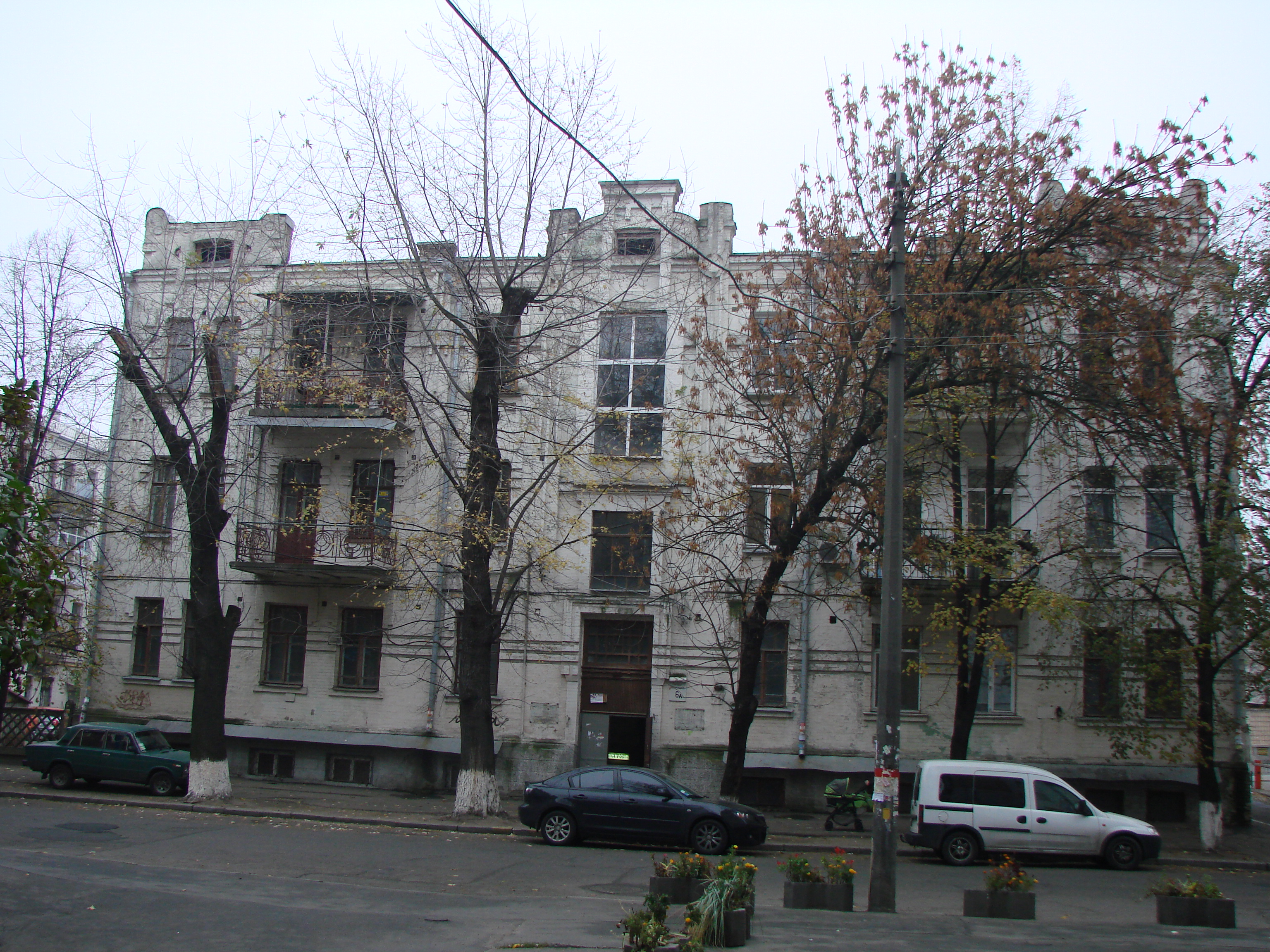
Введенська, 6 а (прибутковий будинок)
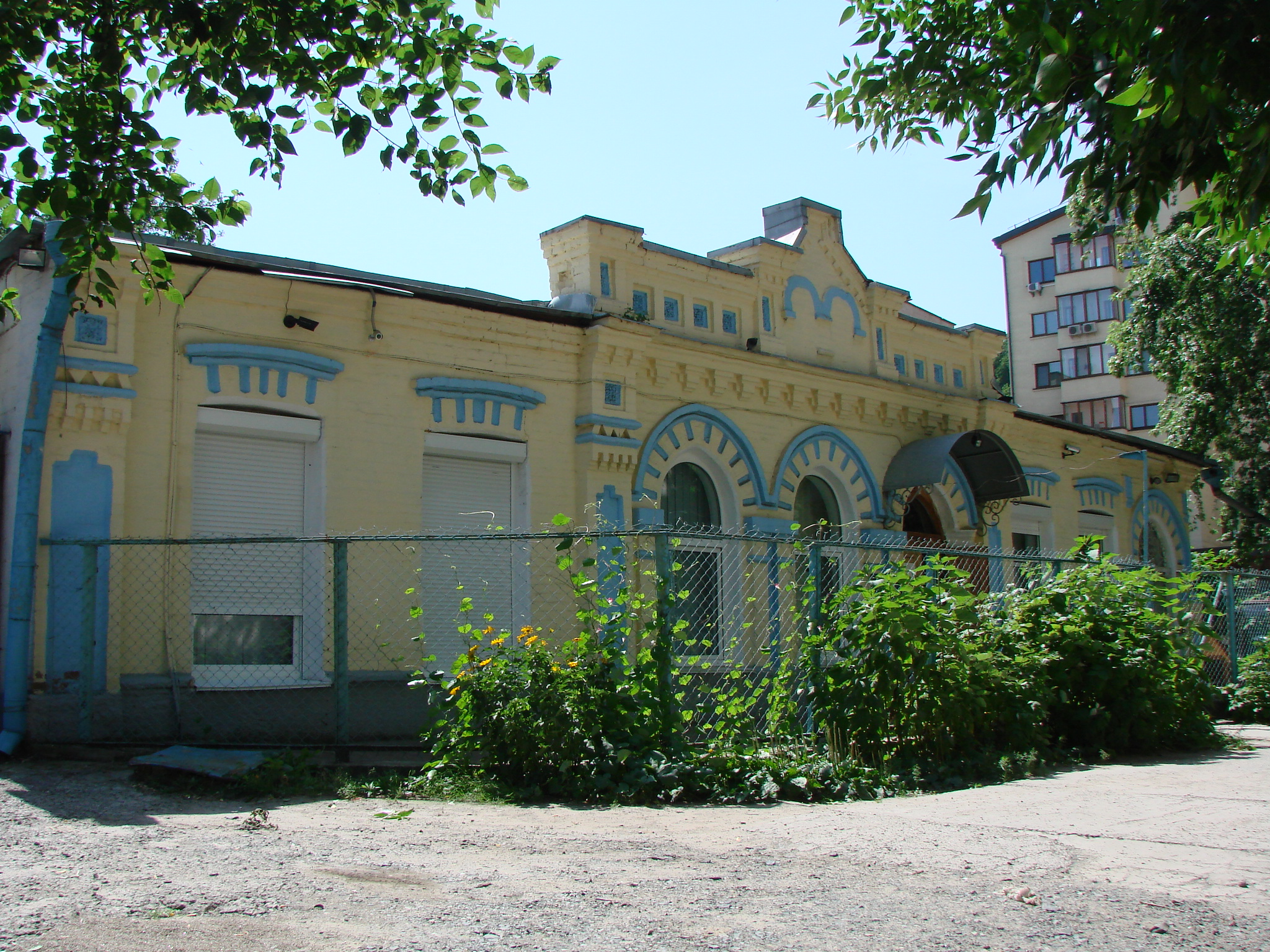
Введенська, 6 (флігель)
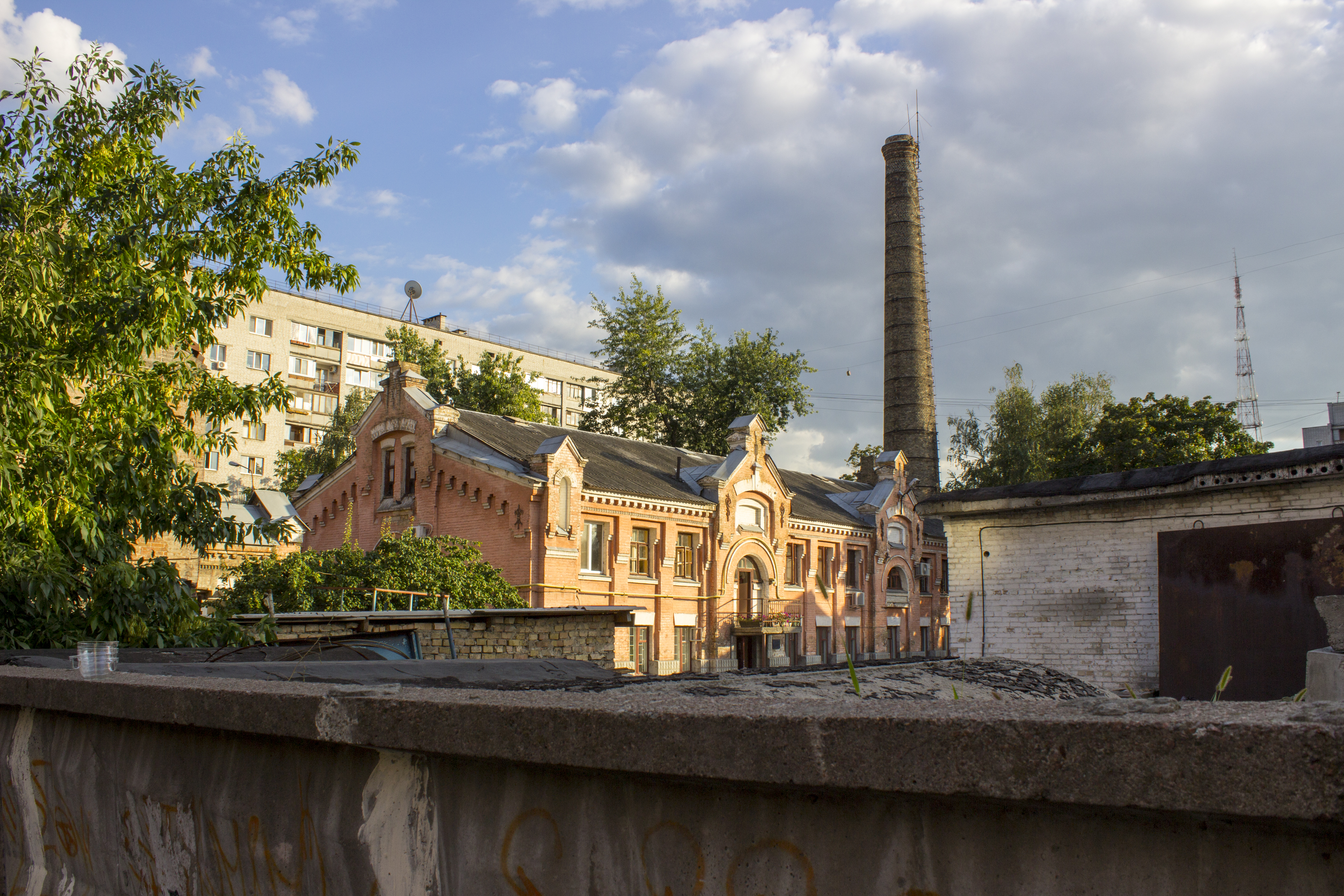
Введенська 23 - Подільська машинна станція міської каналізації

За адресою вул. Введенська, № 6-Б знаходиться флігель, зведений на початку 1890-х років, який належав чиновникові Федору Барзіловському, а потім його синові Євграфу. Приблизно у 1905 році садибу із флігелем та садком придбала шведська піддана Тільман, яка незабаром на місці садка звели триповерховий прибутковий будинок (№ 6-А)
Садибу під номером 23 та 25 займає комплекс споруд колишньої Введенської каналізаційної насосної станції (1894; 1912), до якої входять: власне стара (1894; архітектор Владислав Городецький) та нова плунжерна (1912) станції, а також адміністративний і житловий будинки, сторожка при вході та цегляний димар. Ці споруди є унікальними пам'ятками технічної архітектури міста.

## Установи та заклади
- Спеціалізована загальноосвітня школа № 107 з поглибленим вивченням німецької мови (буд. № 35)